# Morbid God
Morbid God – portugalski zespół wykonujący black metal, działający od 1992 pod nazwą Moonspell. Tematyka tekstów zespołu dotyczy mistycyzmu oraz satanizmu.

## Członkowie
- Tetragrammaton – gitara basowa
- Baalberith – perkusja
- Malah Fenrir – gitara
- Mantus – gitara
- Langsuyar – śpiew[1]

## Dyskografia
- Promo 92 (1992, demo)
- Anno Satanæ (2012, split)[2]